# Дон Маклін
Дональд Маклін (англ. Donald McLean; нар. 2 жовтня 1945, Нью Рочелл, Нью-Йорк, США) — американський вокаліст, гітарист, композитор, автор текстів.

## Біографія
Свою музичну кар'єру Дон Маклін розпочав 1963 року, коли почав виступати разом з гуртом Stratocaster у нью-йоркських клубах, виконуючи власні балади, а також твори Піта Сігера та Боба Ділана.
Наприкінці 1960-х Маклін перетворився на типового мандрівного артиста, подорожуючи (іноді з Пітом Сігером) різними штатами.
1970 року Дон написав музичну посвяту Вінсенту Ван Гогу («Vincent»), і того ж року після багатьох відмов з боку фонографічних фірм йому все ж вдалося переконати фірму «Mediarts» видати його дебютний альбом «Tapestry». Щоправда, ця платівка продавалась не дуже добре, проте це не завадило співаку укласти угоду з солідною фірмою «United Artists». Результатом співпраці з новою фірмою став сингл з восьмихвилинним твором «American Pie», який з'явився 1971 року. Ця композиція, що була переповнена дифірамбами на честь Бадді Холлі, (які символічно стосувалися й інших виконавців, наприклад, Елвіса Преслі та Боба Ділана), потрапила на вершину американського чарту і піднялась до другого місця в Британії. Також великого успіху досяг і однойменний альбом.
Тим часом у Британії його лірична балада «Vincent» очолила чарт, а сам Дон Маклін зазнав слави як один з найталановитіших авторів-виконавців того часу.
1973 року артист знову проявив свою симпатію до творчості Бадді Холлі, записавши власну версію його твору «Everyday». Також у цей період дедалі більше виконавців почали звертати увагу на власні композиції Макліна. Наприклад великим міжнародним хітом стала його пісня «And I Love You So», записана Перрі Комо.
Однак попри такий багатонадійний початок у першій половині 1970-х років, подальша кар'єра Макліна швидко втратила свій блиск, хоч записи власних версій творів інших виконавців допомогли Дону протриматись деякий час на хвилі популярності.
На топ-аркуші він повернувся 1980 року, коли запропонував власну інтерпретацію твору Роя Орбісона «Crying». Після такого успіху (пісня стала першою у Британії та другою в США) на музичному ринку швидко з'явився альбом-збірка зі старими творами Дона, а сам артист вирушив у велике концертне турне.
У 1980-х роках Маклін більше захоплювався музикою кантрі, проте пам'ятав і про ринок попмузики, де продовжував бути популярним.
1991 року, через 20 років, до британського «Тор 20» повернулась композиція «American Pie».

## Дискографія
- 1970: Tapestry
- 1971: American Pie
- 1972: Don McLean
- 1973: Playin' Favourites
- 1974: Homeless Brother
- 1976: Solo
- 1977: Prime Time
- 1980: Chain Lightning
- 1980: The Best Of Don McLean
- 1981: Believers
- 1982: Dominion Recorded
- 1987: Greatest Hits — Then & Now
- 1988: Love Tracks
- 1989: For The Memories
- 1989: And I Love You So
- 1990: Greatest Hits Live!
- 1991: Don McLean Christmas
- 1991: The Best Of Don McLean
- 1991: Favorites & Rarities
- 1992: Classics
- 1997: Christmas Dreams
- 2001: Sings Marty Robbins
- 2001: Starry Starry Night (LIVE)
- 2003: You've Got to Share: Songs for Children
- 2003: The Western Album
- 2004: Christmas Time!
- 2005: Rearview Mirror: An American Musical Journey